# Lancer du poids masculin aux Jeux olympiques d'été de 1972
Navigation
Mexico 1968 Montréal 1976
L'épreuve du lancer du poids masculin aux Jeux olympiques de 1972 s'est déroulée les 8 et 9 septembre 1972 au Stade olympique de Munich, en République fédérale d'Allemagne.  Elle est remportée par le Polonais Wladyslaw Komar.

## Résultats

### Finale
| Médaille d'or      | Władysław Komar          | Pologne              | 21.18 | 21.18 | x     | 20.55 | 20.74 | 20.80 | x     | OR |
| Médaille d'argent  | George Woods             | États-Unis           | 21.17 | 20.55 | 20.17 | 20.71 | 21.17 | 20.88 | 21.05 |    |
| Médaille de bronze | Hartmut Briesenick       | Allemagne de l'Est   | 21.14 | 20.97 | 20.91 | 21.02 | 21.14 | 20.61 | 20.54 |    |
| 4                  | Hans-Peter Gies          | Allemagne de l'Est   | 21.14 | 21.14 | 21.00 | 21.01 | 20.62 | x     | x     |    |
| 5                  | Al Feuerbach             | États-Unis           | 21.01 | 20.90 | 20.29 | x     | 20.86 | 21.01 | 20.28 |    |
| 6                  | Brian Oldfield           | États-Unis           | 20.91 | 20.85 | 20.60 | 20.87 | 20.54 | 20.91 | 20.13 |    |
| 7                  | Heinfried Birlenbach     | Allemagne de l'Ouest | 20.37 | 20.37 | x     | x     | 19.89 | x     | 20.13 |    |
| 8                  | Vilmos Varjú             | Hongrie              | 20.10 | 20.10 | x     | x     | x     | 19.67 | 19.65 |    |
| 9                  | Jaromír Vlk              | Tchécoslovaquie      | 20.09 | 19.66 | 20.09 | x     |       |       |       |    |
| 10                 | Jaroslav Brabec          | Tchécoslovaquie      | 19.86 | 19.61 | 19.86 | 19.60 |       |       |       |    |
| 11                 | Heinz-Joachim Rothenburg | Allemagne de l'Est   | 19.74 | 19.74 | x     | x     |       |       |       |    |
| 12                 | Yves Brouzet             | France               | 19.61 | 19.42 | 19.61 | 19.49 |       |       |       |    |
| 13                 | Ralf Reichenbach         | Allemagne de l'Ouest | 19.48 | 19.48 | x     | x     |       |       |       |    |
| 14                 | Rimantas Plungė          | Union soviétique     | 19.30 | 19.30 | x     | x     |       |       |       |    |
| 15                 | Lahcen Samsam Akka       | Maroc                | 19.11 | 19.11 | x     | x     |       |       |       |    |
| 16                 | Seppo Simola             | Finlande             | 19.06 | 18.91 | 19.06 | x     |       |       |       |    |
| 17                 | Bruce Pirnie             | Canada               | 18.90 | 18.90 | x     | x     |       |       |       |    |
| 18                 | Traugott Glöckler        | Allemagne de l'Ouest | 18.85 | 18.85 | 18.47 | x     |       |       |       |    |

## Légende
Records et Performances
- AR : Record continental (area record)
- CR : Record des championnats (championship record)
- MR : Record du meeting (meet record)
- NR : Record national (national record)
- OR : Record olympique (olympic record)
- PR : Record paralympique (paralympic record)
- PB : Record personnel (personal best)
- SB : Meilleure performance personnelle de la saison (season's best)
- WL : Meilleure performance mondiale de l'année (world leader)
- WJR : Record du monde junior (world junior record)
- WR : Record du monde (world record)

Circonstances et Conditions
- DNF : N'a pas terminé (did not finish)
- DNS : N'a pas pris le départ (did not start)
- DQ : Disqualification (disqualification)
- NM : Aucun essai valable enregistré (No Mark)
- Q : Qualifié « directement » au prochain tour (ou à la prochaine compétition), lors d'une compétition majeure, grâce au classement ou à la réalisation des minima (automatic qualifier)
- q : Qualifié au prochain tour (ou à la prochaine compétition), lors d'une compétition majeure, grâce au repêchage ou à la réalisation de l'une des meilleures performances parmi celles des « non qualifiés directement » (grâce au meilleur temps ou à la meilleure distance par exemple) (secondary qualifier)